# Yazaki
Yazaki est un équipementier automobile japonais. Il est spécialisé dans les systèmes de câbles, les systèmes électriques, l'instrumentation. Yazaki est membre de l'association européenne des équipementiers automobiles, le CLEPA. 